# الاحتلال الألماني لليتوانيا خلال الحرب العالمية الثانية

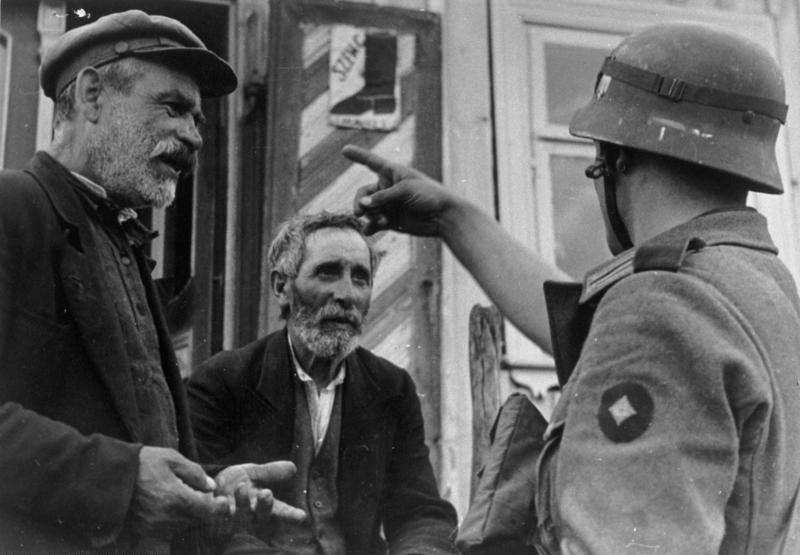

استمر احتلال ألمانيا النازية لليتوانيا من الغزو الألماني للاتحاد السوفيتي في 22 يونيو من عام 1941 حتى نهاية معركة ميمل في 28 يناير من عام 1945. تلقى الألمان الترحيب في البداية بصفتهم المحررين من النظام السوفيتي القمعي الذي احتل ليتوانيا قبل وصول الألمان. نظم الليتوانيون حكومتهم المؤقتة على أمل إعادة الاستقلال أو استعادة بعض الحكم الذاتي. سرعان ما تحولت المواقف الليتوانية تجاه الألمان إلى مقاومة سلبية.

## الخلفية

### اتفاق مولوتوف - ريبنتروب
وقع الألمان معاهدة عدم الاعتداء مع الاتحاد السوفيتي في شهر أغسطس من عام ١٩٣٩ بالإضافة إلى البروتوكولات السرية، لتقسيم وسط وشرق أوروبا إلى مناطق نفوذ. وُضعَت ليتوانيا في البداية في منطقة النفوذ الألماني، وذلك على الأرجح بسبب اعتمادها الاقتصادي على التجارة مع ألمانيا. بعد الإنذار الألماني لليتوانيا في شهر مارس من عام 1939 فيما يتعلق بمنطقة كلايبيدا، كانت 75% من الصادرات الليتوانية تذهب إلى ألمانيا و86% من وارداتها قادمة من ألمانيا. واقترحت ألمانيا لتعزيز نفوذها تشكيل تحالف عسكري ألماني ليتواني ضد بولندا ووعدت بإعادة منطقة فيلنيوس، ولكن ليتوانيا التزمت بإصرارها على سياسة الحياد. عندما اجتاحت ألمانيا بولندا في شهر سبتمبر من عام 1939، سيطر الفيرماخت على محافظة لوبلين ومحافظة وارسو الشرقية، اللتين كانتا تقعان في منطقة النفوذ السوفيتي. ومن أجل تعويض الاتحاد السوفيتي عن هذه الخسارة، نُقِلَت ليتوانيا إلى منطقة النفوذ السوفيتي وفقًا لتعديل سري على معاهدة الحدود الألمانية السوفيتية، والذي سيكون بمثابة المبرر الذي مكن الاتحاد السوفيتي من احتلال ليتوانيا في 15 يونيو من عام 1940 وإنشاء الجمهورية الاشتراكية السوفيتية الليتوانية.

### الاحتلال السوفيتي
ضغط الاتحاد السوفيتي مباشرة بعد معاهدة الحدود الألمانية السوفيتية على الليتوانيين لتوقيع اتفاقية المساعدة المشتركة السوفيتية الليتوانية. وفقًا لهذه المعاهدة، كسبت ليتوانيا ما يقارب 6,880 كيلومتر مربع (2,660 ميل مربع) من الأراضي في منطقة فيلنيوس (بما في ذلك عاصمة ليتوانيا التاريخية فيلنيوس) مقابل خمس قواعد عسكرية سوفيتية في ليتوانيا (بمجموع 20,000 جندي). كانت الأراضي التي حصلت عليها ليتوانيا من الاتحاد السوفيتي هي مناطق سابقة من الجمهورية البولندية الثانية، وكانت تلك المناطق متنازع عليها بين بولندا وليتوانيا منذ زمن الحرب البولندية الليتوانية عام 1920 واحتلها الاتحاد السوفيتي عقب الغزو السوفيتي لبولندا في سبتمبر 1939. وصفت صحيفة نيويورك تايمز المعاهدة السوفيتية الليتوانية بأنها «تضحية افتراضية للحصول على الاستقلال». اقتُرِحَت معاهدات مماثلة على لاتفيا وإستونيا وفنلندا. كانت فنلندا هي الدولة الوحيدة التي رفضت تلك المعاهدة وأشعل رفضها حرب الشتاء. أخرت تلك الحرب احتلال ليتوانيا: لم يتدخل السوفييت بقضايا ليتوانيا الداخلية وكان الجنود الروس يحسنون التصرف في قواعدهم. مع انتهاء حرب الشتاء في شهر مارس وتحقيق ألمانيا تقدمًا سريعًا في معركة فرنسا، ازدادت حدة الخطاب السوفيتي المعادي لليتوانيا واتهموا الليتوانيين باختطاف جنود سوفيتيين من قواعدهم. على الرغم من محاولات ليتوانيا للتفاوض وحل القضايا، أصدر الاتحاد السوفيتي إنذارًا في 14 يونيو 1940. قبلت ليتوانيا الإنذار وسيطر الجيش السوفيتي على المدن الكبرى بحلول 15 يونيو. في اليوم التالي أُصدِرَت إنذارات مشابهة للاتفيا وإستونيا. لإضفاء الشرعية على الاحتلال، أجرى السوفييت انتخابات لما يدعى شعب سيماس، معلنين بعد ذلك إنشاء الجمهورية السوفيتية الاشتراكية الليتوانية. سمح ذلك للدعاية السوفيتية بالادعاء بأن ليتوانيا انضمت طوعًا إلى الاتحاد السوفيتي.

### الاضطهاد السوفيتي
بعد بدء الاحتلال بفترة وجيزة، طُبقت سياسات إضفاء الطابع السوفيتي. في 1 يوليو، أُغلقَت جميع المؤسسات السياسية والثقافية والدينية، وسُمِح فقط بوجود الحزب الشيوعي في ليتوانيا وفرعه الخاص بالشباب. أُممَت جميع المصارف (بما في ذلك الحسابات التي تتجاوز 1,000 ليتاس ليتواني) والعقارات التي تتجاوز مساحتها 170 متر مربع (1,800 قدم مربع) ومؤسسات القطاع الخاص التي يتجاوز عدد العاملين لديها 20 عاملًا أو يفوق إجمالي إيراداتها 150,000 ليتاس ليتواني. أدى ذلك الاختلال في الإدارة والعمليات إلى حدوث انخفاض حاد في الإنتاج. كان الجنود الروس والمسؤولون متحمسين لإنفاق الروبل الروسي القيم الذي في حوزتهم وتسببوا في حدوث نقص هائل في السلع. لم تُدخَل الزراعة المشتركة إلى ليتوانيا لتحريض الفلاحين الصغار ضد مالكي الأراضي. أُممت جميع الأراضي، وخُفِّضَت مساحة الحقول إلى 30 هكتار ووُزعَت الأراضي الإضافية (ما يقارب 575,000 هكتار) على الفلاحين الصغار. فُرِضَت ضرائب جديدة تتراوح بين 30% و50% على الإنتاج الزراعي استعدادًا لتطبيق سياسة الزراعة المشتركة في النهاية. خُفِّضَت قيمة الليتاس الليتواني بشكل مصطنع إلى أقل بـ 3-4 مرات من قيمته الفعلية وسُحب بحلول مارس 1941. قبل انتخابات مجلس الشعب، اعتقل السوفيت ما يقارب 2,000 من أبرز الناشطين السياسيين. شلت تلك الاعتقالات أي محاولة لتشكيل مجموعات معادية. سُجن ما يقارب 12,000 شخص بصفتهم «أعداء للشعب». عندما لم يتمكن المزارعون من تحمل الضرائب الجديدة الباهظة، خضع ما يقارب 1,100 من المزارعين الكبار للمحاكمة. في 14-18 يونيو من عام 1941، قبل أقل من أسبوع من الغزو النازي، رُحِّل ما يُقارب 17,000 ليتواني إلى صربيا، حيث لقي كثيرون حتفهم نتيجة الظروف المعيشية غير الإنسانية. قُتِل العديد من السجناء السياسيين على يد الجيش الأحمر المنسحب. كانت عمليات الاضطهاد تلك السبب الرئيسي وراء التماس الدعم النازي.

## الغزو الألماني والثورة الليتوانية
في 22 يونيو 1941، غزت اثنتان من مجموعات التقدم في الجيش الألماني منطقة الجمهورية الاشتراكية السوفيتية الليتوانية: مجموعة الجيوش الشمالية التي استولت على غرب وشمال ليتوانيا، ومجموعة الجيوش الوسطى التي استولت على معظم منطقة فيلنيوس. نفذت قوات لوفتفافه الجوية أولى الهجمات على المدن الليتوانية وأودت بحياة ما 4,000 مدني تقريبًا. دُمرَت معظم الطائرات الروسية على الأرض. تقدم الألمان بسرعة مواجهين مقاومة سوفيتية متقطعة ومساعدة من الليتوانيين الذين نظروا إليهم على أنهم محررين وأملوا أن يعيد الألمان لهم استقلالهم أو الحكم الذاتي على الأقل. حمل الليتوانيون السلاح في ثورة مناهضة للسوفييت ومؤيدة للاستقلال. نُظِّمت مجموعات عفوية من الرجال وسيطروا على المواقع الاستراتيجية (مثل سكك القطار والجسور ووسائل التواصل ومخازن الطعام والمعدات) لحمايتها من سياسة الأرض المحروقة السوفيتية المحتملة. استولى ثوار جبهة النشطاء الليتوانية على كاوناس. كان زعيم الجبهة كازيس سكيربا يُحضر للانتفاضة منذ مارس 1941 على الأقل. أعلن النشطاء استقلال ليتوانيا وأنشأوا حكومة ليتوانيا المؤقتة في 23 يونيو. سيطر جنود فيلق ليتوانيا الإقليمي التاسع والعشرون على فالينيوس، الذين كانوا جنودًا سابقين في جيش ليتوانيا المستقل تركوا الجيش الأحمر. ظهرت مجموعات أصغر وأقل تنظيمًا في مدن أخرى وفي الريف. بدأت معركة راسينياي في 23 يونيو عندما حاول السوفييت شن هجوم مضاد معزز بالدبابات، ولكنهم هزموا بشدة في السابع والعشرين من الشهر نفسه. تشير التقديرات إلى مشاركة ما يقارب 16,000-30,000 شخص في الانتفاضة وأُزهقت أرواح ما يقارب 600 ليتواني و5,000 سوفيتي. دخل الألمان في 24 يونيو كلًا من كاوناس وفالينيوس دون قتال. في غضون أسبوع، تكبد الألمان خسارة 3,336 جندي ولكنهم سيطروا على البلد بأكمله.